# 2019—2020年南太平洋熱帶氣旋季
2019－20年南太平洋熱帶氣旋季，泛指在2019年7月至2020年6月內的任何時間，於南太平洋所產生的熱帶氣旋。大部份於南太平洋的熱帶氣旋通常都會於11月至4月期間形成。
本條目的範圍僅侷限於赤道以南，東經160度以東的南太平洋水域。在南太平洋產生的熱帶氣旋是由斐濟和新西蘭命名，而美国聯合颱風警報中心會把在該地區的熱帶低氣壓的編號以P字母作結。
以下各熱帶氣旋資訊以熱帶氣旋存在期間的最強形態為準。

## 已被國際命名的熱帶氣旋

### 熱帶氣旋莉塔（Rita）
11月21日，一個低壓在所羅門群島附近生成，美國海軍研究實驗室給予擾動編號90P。22日晚間，聯合颱風警報中心給予發展評級「低」。
23日凌晨，聯合颱風警報中心將評級提升為「中」，不久後斐濟氣象局將其評為熱帶擾動，給予編號01F。上午，聯合颱風警報中心將評級提升為「高」，並發布熱帶氣旋形成警報，不久後，斐濟氣象局將其升格為熱帶低氣壓。24日上午8時，聯合颱風警報中心將其升格為熱帶風暴，給予熱帶氣旋編號01P。下午2時，斐濟氣象局將其升格為一級熱帶氣旋，並命名「莉塔」(Rita)。
25日上午8時，聯合颱風警報中心將其升格為一級熱帶氣旋。上午9時，斐濟氣象局將其升格為二級熱帶氣旋。下午2時，斐濟氣象局將其升格為三級強烈熱帶氣旋。晚間8時，聯合颱風警報中心將其降格為熱帶風暴。23日凌晨2時，斐濟氣象局將其降格為二級熱帶氣旋。下午2時，斐濟氣象局將其降格為一級熱帶氣旋。晚間8時，斐濟氣象局對其發出最後報告，隨後，斐濟氣象局直接將其降格為低壓區。
斐濟氣象局在2020年11月26日發布的最佳路徑中，將莉塔巔峰強度下調為60節(每小時110公里)，失去強烈熱帶氣旋強度。
聯合颱風警報中心在2021年9月15日發布的最佳路徑中，將其上調至70節（每小時130公里）。

### 熱帶氣旋薩萊（Sarai）
12月22日，一個低壓在所羅門群島東方生成，美國海軍研究實驗室給予擾動編號99P。
24日上午，聯合颱風警報中心給予發展評級「低」，不久後斐濟氣象局將其評為熱帶擾動，給予編號03F。下午，聯合颱風警報中心將評級提升為「中」。
25日上午，聯合颱風警報中心將評級提升為「高」，並發布熱帶氣旋形成警報，不久後，斐濟氣象局將其升格為熱帶低氣壓。
26日下午5時，聯合颱風警報中心將其升格為熱帶風暴，給予熱帶氣旋編號04P。晚間8時，斐濟氣象局將其升格為一級熱帶氣旋，並命名「薩萊」(Sarai)。
27日下午3時，斐濟氣象局將其升格為二級熱帶氣旋。
28日上午11時，聯合颱風警報中心將其升格為一級熱帶氣旋。
30日凌晨2時，聯合颱風警報中心將其降格為熱帶風暴。隨後，斐濟氣象局將其降格為一級熱帶氣旋。
31日下午5時，聯合颱風警報中心對該系統發布最後警告。隨後，斐濟氣象局將其降格為殘留低氣壓。
聯合颱風警報中心在2021年9月15日發布的最佳路徑中，將其上調至75節（每小時140公里）。

### 強烈熱帶氣旋提诺（Tino）
1月12日，一個低壓在所羅門群島東南方生成，美國海軍研究實驗室給予擾動編號93P。不久後，斐濟氣象局將其評為熱帶擾動，給予編號04F。
1月13日上午5時，聯合颱風警報中心給予發展評級「低」。
1月14日下午2時，聯合颱風警報中心將評級提升為「中」。
1月15日下午4時，斐濟氣象局將其升格為熱帶低氣壓。
1月16日上午5時，聯合颱風警報中心將評級提升為「高」，並發布熱帶氣旋形成警報。
1月17凌晨12時，斐濟氣象局將其升格為一級熱帶氣旋，並命名「提诺」(Tino)。上午5時，聯合颱風警報中心將其升格為熱帶風暴，給予熱帶氣旋編號08P。晚間8時，聯合颱風警報中心和斐濟氣象局將其升格為一級熱帶氣旋和二級熱帶氣旋。
1月18日上午7時，斐濟氣象局將其升格為三級強烈熱帶氣旋。晚間9時，斐濟氣象局將其降格為二級熱帶氣旋。隔日上午5時，聯合颱風警報中心將其降格為熱帶風暴。上午9時，斐濟氣象局對該系統發出最終報告，並改由紐西蘭氣象局接手發報。下午5時，聯合颱風警報中心對該系統發出最後警告。隔日上午6時半，紐西蘭氣象局判定該系統已轉化為溫帶氣旋，並對其發布最終報告。
聯合颱風警報中心在2021年9月15日發布的最佳路徑中，將其上調至85節（每小時155公里）。

### 強烈熱帶氣旋尤西（Uesi）
2月5日，一個低壓在索羅門群島附近生成，斐濟氣象局將其評為熱帶擾動，並給予編號06F，不久後，美國海軍研究實驗室給予擾動編號91P。
8日上午11時，聯合颱風警報中心對該系統發布熱帶氣旋形成警報。不久後，斐濟氣象局將其升格為熱帶低氣壓。
9日上午11時，聯合颱風警報中心率先將該系統升格為熱帶風暴，給予熱帶氣旋編號15P。
斐濟氣象局在2020年11月26日發布的最佳路徑中，將尤西巔峰強度上調為70節(每小時130公里)，氣壓上調至975百帕。

### 熱帶氣旋維姬（Vicky）
2月19日，一個低壓在吐瓦魯東方生成，斐濟氣象局將其評為熱帶擾動，並給予編號09F。不久後，美國海軍研究實驗室給予擾動編號97P。
2月20日中午12時，聯合颱風警報中心將其評級提升為「高」，並對其發布熱帶氣旋形成警報。
斐濟氣象局在2020年11月26日發布的最佳路徑中，將維姬氣壓上調至990百帕。

### 热带气旋瓦西（Wasi）
2月21日，一個低壓在瓦利斯和富圖納北方生成，斐濟氣象局將其評為熱帶擾動，並給予編號10F。不久後，美國海軍研究實驗室給予擾動編號98P。上午10時半，聯合颱風警報中心將其評級提升為「高」，並對其發布熱帶氣旋形成警報。下午11時，聯合颱風警報中心將該系統升格為熱帶低氣壓，給予熱帶氣旋編號18P。
斐濟氣象局在2020年11月26日發布的最佳路徑中，將瓦西巔峰強度上調為60節(每小時110公里)，氣壓下調至975百帕。
聯合颱風警報中心在2021年9月15日發布的最佳路徑中，將其上調至60節（每小時110公里）。

### 熱帶氣旋格雷特（Gretel）
3月15日，位於澳洲海域的格雷特（Gretel）進入南太平洋，因此改由斐濟氣象局接續發報，上午11時，斐濟氣象局將其評定為一級熱帶氣旋，風速為45節(每小時85公里)，沿用澳大利亞國家氣象局之名稱格雷特（Gretel）。
聯合颱風警報中心在2021年9月15日發布的最佳路徑中，將其上調至65節（每小時120公里）。

### 強烈熱帶氣旋哈羅德（Harold）
4月3日，位於澳洲海域的哈羅德（Harold）進入南太平洋，因此改由斐濟氣象局接續發報，上午9時，斐濟氣象局將其評定為一級熱帶氣旋，風速為35節(每小時65公里)，沿用澳大利亞國家氣象局之名稱哈羅德（Harold）。改由斐濟氣象局發報之後，哈羅德便開始爆發增強，之後更迎來了多次巔峰。其中瓦努阿圖、斐濟都受到哈羅德的直接影響而造成嚴重災情。
斐濟氣象局在2020年11月26日發布的最佳路徑中，將哈羅德巔峰強度上調為125節(每小時230公里)，氣壓下調至920百帕。
聯合颱風警報中心在2021年9月15日發布的最佳路徑中，將其上調至150節（每小時280公里）。

## 未被國際命名的熱帶氣旋

### 熱帶擾動02F
12月18日，一個低壓在薩摩亞東南方生成，美國海軍研究實驗室給予擾動編號97P。20日下午，聯合颱風警報中心給予發展評級「低」，不久後斐濟氣象局將其評為熱帶擾動，給予編號02F。21日下午，聯合颱風警報中心將評級提升為「中」。23日下午，聯合颱風警報中心撤除其所有評級。

### 熱帶擾動05F
1月24日，一個低壓在薩摩亞附近生成，美國海軍研究實驗室給予擾動編號96P，不久後，斐濟氣象局將其評為熱帶擾動，並給予編號05F。
1月25日晚間8時，聯合颱風警報中心將其升格為熱帶風暴，給予熱帶氣旋編號12P，不久後，斐濟氣象局認為其已退化為普通低壓。
1月26日晚間8時，聯合颱風警報中心將其降格為熱帶低氣壓，並對其發布最後警告。

### 熱帶擾動07F
2月14日，一個低壓在吐瓦魯西方生成，斐濟氣象局將其評為熱帶擾動，並給予編號07F。不久後，美國海軍研究實驗室給予擾動編號96P。

### 熱帶擾動08F
2月17日，一個低壓在美屬薩摩亞和紐埃之間生成，斐濟氣象局將其評為熱帶擾動，並給予編號08F。不久後，美國海軍研究實驗室給予擾動編號93P。

## 氣旋季影響
以下表格顯示了2019－2020年南太平洋熱帶氣旋季的所有熱帶氣旋以及它們的登陸資料。在括號內的死亡人數屬於非直接，但仍與風暴有關的死亡。所有破壞及死亡數字都包括風暴在擾動及溫帶氣旋階段時的資料。
| 風暴名稱     | 持續日期                           | 最高強度         | 持續風速      | 氣壓                           | 影響地區                                                   | 損失 （美元） | 死亡人數 | 來源 |
| ------------ | ---------------------------------- | ---------------- | ------------- | ------------------------------ | ---------------------------------------------------------- | ------------- | -------- | ---- |
| 莉塔         | 11月22日－11月26日                 | 二級熱帶氣旋     | 每小時110公里 | 977百帕斯卡（28.85英寸汞柱）   | 所羅門群島、瓦努阿圖                                       | 無            | 0        |      |
| 02F          | 12月20日－12月23日                 | 熱帶擾動         | 風力不詳      | 999百帕斯卡（29.50英寸汞柱）   | 所羅門群島                                                 | 無            | 0        |      |
| 薩萊         | 12月24日－1月1日                   | 二級熱帶氣旋     | 每小時110公里 | 972百帕斯卡（28.70英寸汞柱）   | 斐濟、湯加、紐埃、庫克群島南部                             | $230萬        | 2        |      |
| 蒂諾         | 1月12日－1月20日                   | 三級強烈熱帶氣旋 | 每小時120公里 | 970百帕斯卡（28.64英寸汞柱）   | 斐濟、紐埃、所羅門群島、薩摩亞群島、湯加、吐瓦魯、瓦努阿圖 | $583萬        | 2(失蹤)  |      |
| 05F          | 1月24日－1月25日                   | 熱帶擾動         | 風力不詳      | 1,003百帕斯卡（29.62英寸汞柱） | 薩摩亞群島                                                 | 無            | 0        |      |
| 尤西         | 2月5日－2月13日                    | 三級強烈熱帶氣旋 | 每小時130公里 | 970百帕斯卡（28.64英寸汞柱）   | 所羅門群島、瓦努阿圖、新喀里多尼亞、豪勳爵島、新西蘭       | 無            | 0        |      |
| 07F          | 2月14日－2月21日                   | 熱帶擾動         | 風力不詳      | 998百帕斯卡（29.47英寸汞柱）   | 吐瓦魯、薩摩亞群島、托克勞、紐埃                           | 無            | 0        |      |
| 08F          | 2月17日－2月19日                   | 熱帶擾動         | 風力不詳      | 995百帕斯卡（29.38英寸汞柱）   | 薩摩亞群島、紐埃、庫克群島                                 | 無            | 0        |      |
| 維姬         | 2月19日－2月22日                   | 一級熱帶氣旋     | 每小時85公里  | 988百帕斯卡（29.18英寸汞柱）   | 薩摩亞群島、紐埃                                           | 無            | 0        |      |
| 瓦西         | 2月21日－2月23日                   | 二級熱帶氣旋     | 每小時110公里 | 975百帕斯卡（28.79英寸汞柱）   | 瓦利斯和富圖納、薩摩亞群島                                 | 輕微損失      | 0        |      |
| 格雷特       | 3月15日(進入南太平洋海域)－3月17日 | 二級熱帶氣旋     | 每小時100公里 | 980百帕斯卡（28.94英寸汞柱）   | 新西蘭                                                     | 無            | 0        |      |
| 哈羅德       | 4月3日(進入南太平洋海域)－4月10日  | 五級強烈熱帶氣旋 | 每小時230公里 | 920百帕斯卡（27.17英寸汞柱）   | 所羅門群島、瓦努阿圖、新喀裡多尼亞、斐濟、湯加             | $234萬        | 27       |      |
| 季節總結     |                                    |                  |               |                                |                                                            |               |          |      |
| 12個熱帶氣旋 | 11月22日－4月11日                  |                  | 每小時230公里 | 920百帕斯卡（27.17英寸汞柱）   |                                                            | $1047萬       | 29       |      |

## 風暴名稱
本年未用名稱以灰色表示，黑體字表示今年已經使用過，粗體名稱表示該風暴活躍中，橙色表示下一個即將使用的熱帶氣旋名稱。
| - Rita - Sarai - Tino - Uesi - Vicky - Wasi | - Yolanda（未用） - Zazu（未用） - Ana（未用） - Bina（未用） |  |

註：
- 格雷特（Gretel）為澳洲海域進入本洋區的氣旋。
- 哈羅德（Harold）為澳洲海域進入本洋區的氣旋。

## 外部連結
- 世界氣象組織（页面存档备份，存于）
- 澳洲氣象局（页面存档备份，存于）
- 斐濟氣象部門（页面存档备份，存于）
- 紐西蘭氣象局（页面存档备份，存于）
- 聯合颱風警報中心（页面存档备份，存于）